# Till Lindemann
Till Lindemann (* 4. ledna 1963 Lipsko, Německá demokratická republika) je německý hudebník a básník, známý především jako frontman a zpěvák německé industrial metalové skupiny Rammstein a hudebního projektu Lindemann.

## Osobní charakteristika
Jako zpěvák disponuje zvučným basbarytonem a na jevišti mohutným a energickým vystupováním. Jedním z jeho typických znaků je částečně si podřepnout a bouchat si pěstí do stehna v rytmu riffu. Jedním z jeho nejtypičtějších charakteristik jsou jeho velmi výrazné „R“ a někdy se objevující chrochtavé „CH“.
Je kvalifikovaný pyrotechnik. Po nehodě 27. září 1996 v Treptow aréně v Berlíně, kdy hořící kulisy nad jevištěm spadly do obecenstva, začali Rammstein zaměstnávat profesionální pyrotechnický tým a on sám se od nich přiučoval a trénoval s nimi. Každý člen skupiny je speciálně poučen o použití pyrotechniky na pódiu. Christoph Schneider, Lindemannův skupinový kolega, o něm říká: „Till vzplane pokaždé, ale má rád tu bolest.“
On sám o sobě říká, že má rád Chrise Isaaka, Marilyna Mansona, Jeana-Michela Jarrea, Tangerine Dream, Mika Oldfielda, Ministry, Nine Inch Nails, Type O Negative, Placebo, Black Sabbath, Deep Purple, KMFDM a jazz. Říká: „Pro mě byl Kraftwerk první opravdu německou skupinou.“
Jednu dobu měl své levé ucho dvakrát probodnuté, ale nenosil náušnice dlouho. Dvě dírky v jeho uchu jsou viditelné ve většině videí a na fotkách. Na prstech pravé ruky má tetování, které hláskuje slovo ,,BITTE" (německy ,,prosím"). Dále má tetování po celých zádech, obou nohách a obou rukách, vyobrazující úhoře.
Je ateista, i když některé jeho písně vypráví o bohu a náboženství.
O jeho dětech se moc neví, jsou potvrzené jen dvě dcery Marie Louise a Nele Lindemann. Je také jistým způsobem nevlastní otec Khiry Li Lindemann, dcery jeho ex-manželky a Richarda Kruspeho.
Umí také hrát na bicí, baskytaru. Je také vášnivý rybář.

## Osobní život

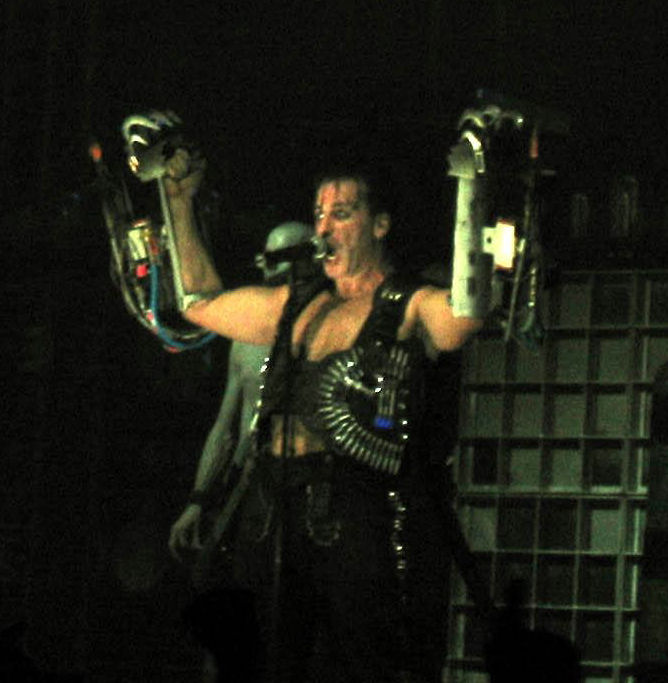
Till během skladby „Rammstein“ třímá dva plamenomety

Narodil se v Lipsku, ale vyrůstal ve čtvrti Wendisch-Rambow východoněmeckého města Schwerin. Jeho otec, Werner Lindemann, byl básník a jeho matka, Brigitte „Gitta“ Lindemann, je umělkyně a spisovatelka, která se svým manželem napsala minimálně jednu knihu. Má jednu o šest let mladší sestru. Od 11 let chodil do sportovní školy v Rostock Sport Clubu a v letech 1977 až 1980 navštěvoval školu stravování. Jeho rodiče se rozvedli v roce 1975, když mu bylo 12 let.
V letech 1976 až 1979 byl dobrým plavcem, stal se juniorským vicemistrem Evropy a byl považován za kandidáta na letní olympijské hry 1980, ale v roce 1979 sportovní školu opustil. Je také možné, že byl ze sportovní školy vyhozen kvůli tomu, že v Itálii při plavecké tour bez dovolení opustil hotel a šel si koupit pornočasopisy. Ale také utrpěl zranění – přetržený břišní sval. Takže oba důvody jsou přípustné. On sám řekl: „Nikdy jsem neměl sportovní školu rád, bylo to náročné, ale jako dítě nemůžete protestovat.“
Jeho první zaměstnání byla firma na zpracování rašeliny, ale byl vyhozen po třech dnech. Poté pracoval jako tesařský učeň, technik v galerii a nakonec jako pletač košíků.
V roce 1981 zřejmě odmítl absolvovat osmnáctiměsíční povinnou vojenskou službu, za což byl málem uvězněn.
V roce 1985, když mu bylo 22 let, se mu narodila první dcera, Nele. Pár dní nato se oženil s její matkou, ale za nějakou dobu se rozvedli a dceru Nele pak vychovával sám. Říká: „Hrál jsem na bicí v punkové skupině a měli jsme studio v domě, kde jsem bydlel. Sedm let jsem byl otec vychovávající svoji dceru, ale dnes sdílím výchovu s její matkou, protože jsem se skupinou pryč šest měsíců v roce.“
Jeho otec zemřel v únoru 1993 na rakovinu žaludku. Byl pohřben v základech kostela poblíž Wendisch-Rambow. Většina lidí věří, že Till nikdy nenavštívil jeho hrob.
Druhou dceru měl se svojí dřívější přítelkyní Anjou Köselingovou.
V jednom rozhovoru Richard Zven Kruspe uvedl, že Rammstein budou hrát, dokud někdo z nich nezemře. V roce 2005 v jednom rozhovoru Paul H. Landers uvedl, že Till má přítelkyni, která mluví španělsky a která mu pomohla napsat píseň „Te quiero puta!“ (Miluju tě, děvko!) A v jiném rozhovoru pro německý Playboy Lindemann uvedl, že konečně našel „ženu, se kterou by mohl prožít zbytek života.“

## Umělecká dráha

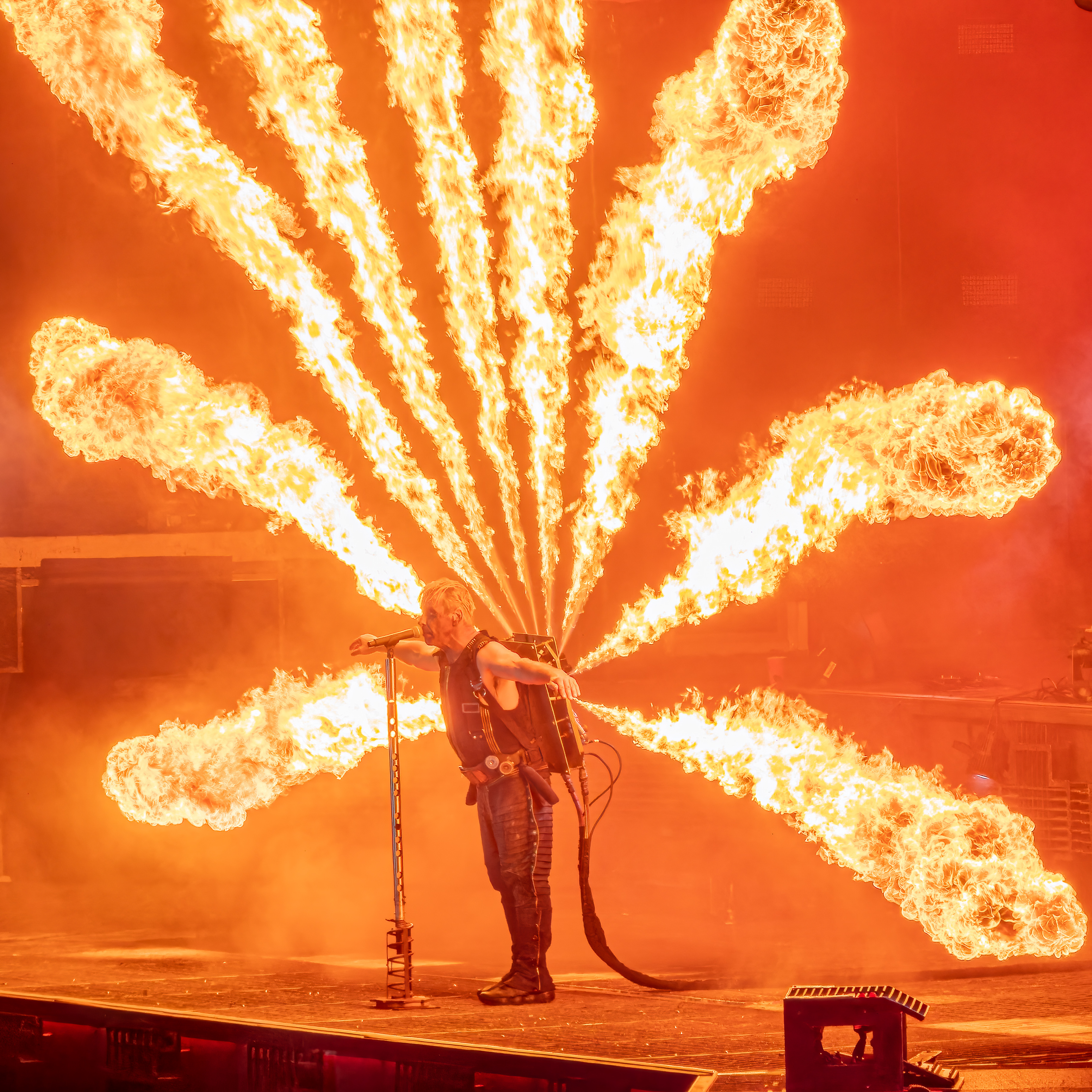
Till Lindemann na koncertě Rammstein v roce 2022

### Hudba
Začínal jako hráč na bicí ve schwerinské punkové skupině First Arsch. Ta vytvořila jedno album s názvem Saddle Up.
Hrál také jednu píseň se skupinou Feeling B. Píseň nazvaná Lied von der unruhevollen Jugend je podle jeho tvrzení na albu s názvem Hea Hoa Hoa Hea Hea Hoa. Feeling B byla bývalá skupina Paula H. Landerse a Christiana „Flake“ Lorenze.
Později v devadesátých letech začal psát texty založené především na dvojsmyslech a rýmech z básní, které sám psal.
V roce 1994 se zúčastnili a vyhráli soutěž v Berlíně a měli možnost natočit si čtyři profesionální nahrávky ve studiu. Poté se přestěhoval do Berlína. Paul H. Landers se oficiálně stal členem skupiny, následován posledním přistupujícím členem, Christianem „Flake“ Lorenzem.
Dne 5. června 1999 v americkém Worcesteru byli Lindemann a Christian „Flake“ Lorenz zatčeni a obviněni ze sprostého a pobuřujícího chování. Ve zprávě seržanta Thomase Raduly z worcesterského policejního oddělení bylo uvedeno, že Lindemann na pódiu simuloval sex s Flakem „používaje nemravný nástroj, který stříkal hustou bílou tekutinu do davu.“ Byli zadrženi a propuštěni následující den na kauci 25 dolarů. Po měsících soudního sporu byli nakonec odškodněni 100 dolary. V jednom rozhovoru ve Stockholmu Till řekl, že představení při Bück dich byl jeho nejoblíbenější akt na pódiu. Řekl doslova: „Rád píchám klávesistu… Ne, já nerad píchám klávesistu, tahle věc je moc nudná… a neosobní.“
Měl též vlastní projekt Lindemann, kde účinkoval společně s Peterem Tägtgrenem.

### Poezie
V listopadu 2002 byl vydán jeho vlastní projekt – kniha poezie Messer. Skládá se z 54 básní složených Gertem Hofem, který je autorem knihy Rammstein a který je posledních sedm let pyrodesignérem skupiny. Kniha byla zásluhou kampaně jedné fanstránky reprodukována.

### Film
- V roce 2003 hrál Till postavu zločince ve filmu pro děti Tučňák Amundsen. Jeho postava se pokoušela ukrást tučňáka, který znal polohu pokladu.
- Till hrál aktivistu za práva zvířat ve filmu Vinzent.
- Till hrál spolu se zbytkem skupiny sám sebe ve filmech xXx a Pola X.

Objevil se v mnoha soundtracích jako například xXx, Resident Evil, Resident Evil: Apokalypsa, Mortal Kombat: Annihilation, Lost Highway, Matrix, Nymfomanka.

## Zajímavosti
- Je vysoký 184 cm.
- Je dobrý přítel fotbalisty Owena Hargreavese.
- Frontman Ayreonu Arjen Anthony Lucassen na svých webových stránkách uvedl, že by chtěl mít Tillův vzhled na budoucím albu Ayreonu, ale „musel by buď napsat část v němčině“, nebo vytvořit „zlou osobnost“.

## Citáty
- Samota mi občas dává mnoho kreativity – pijete další skleničku vína a cítíte se stále hůře. Umění se netvoří bez bolesti, umění existuje pro kompenzaci bolesti.
- Když jsem byl mladý, byl jsem posedlý vlastnictvím reklamních předmětů, aut, oblečení, hloupostí. Teď, když to všechno mám, rozumím tomu, že vás tyto věci mohou proměnit ve velkého idiota. Ve východním Německu byla spousta věcí, ale bylo zde také vědomí solidarity, které již není. Nyní jsme po krk v rozhazování, vlastním egu a individualismu. Teď je obchodování před přátelstvím.
- Láska je jako květina, i ten nejhezčí druh umírá.